# Ленокс (Нью-Йорк)
Ленокс (англ. Lenox) — місто (англ. town) в США, в окрузі Медісон штату Нью-Йорк. Населення — 8768 осіб (2020).

## Демографія
Згідно з переписом 2010 року, у місті мешкали 9122 особи в 3724 домогосподарствах у складі 2485 родин. Було 4196 помешкань
Расовий склад населення:
| - 96,2 % — білих - 1,0 % — чорних або афроамериканців - 0,6 % — корінних американців - 0,4 % — азіатів |

До двох чи більше рас належало 1,5 %. Частка іспаномовних становила 1,6 % від усіх жителів.
За віковим діапазоном населення розподілялося таким чином: 23,9 % — особи молодші 18 років, 60,9 % — особи у віці 18—64 років, 15,2 % — особи у віці 65 років та старші. Медіана віку мешканця становила 40,9 року. На 100 осіб жіночої статі у місті припадало 94,5 чоловіків;  на 100 жінок у віці від 18 років та старших — 91,6 чоловіків також старших 18 років.
Середній дохід на одне домашнє господарство  становив 62 943 долари США (медіана — 52 313), а середній дохід на одну сім'ю — 73 259 доларів (медіана — 65 000). Медіана доходів становила 50 513 долари для чоловіків та 38 702 долари для жінок. За межею бідності перебувало 11,0 % осіб, у тому числі 15,0 % дітей у віці до 18 років та 7,6 % осіб у віці 65 років та старших.
Цивільне працевлаштоване населення становило 4240 осіб. Основні галузі зайнятості: освіта, охорона здоров'я та соціальна допомога — 21,5 %, роздрібна торгівля — 13,2 %, науковці, спеціалісти, менеджери — 12,0 %, мистецтво, розваги та відпочинок — 10,9 %.